# غرايم هارت
غرايم هارت (بالإنجليزية: Graeme Hart)‏ هو رائد أعمال نيوزلندي، ولد في 1955 في نيوزيلندا.